# Gjergj Xhuvani
Gjergj Xhuvani (ur. 20 grudnia 1963 w Tiranie, zm. 14 sierpnia 2019 w Rzymie) – albański reżyser, scenarzysta i producent filmowy.

## Życiorys
Był synem pisarza Dhimitra Xhuvaniego. Pierwszy raz na planie filmowym pojawił się w 1981, odgrywając niewielką rolę w filmie Edhe ne luftuam. W 1986 ukończył studia na wydziale sztuk scenicznych Instytutu Sztuk w Tiranie i podjął pracę w Studiu Filmowym Nowa Albania (alb. Kinostudio Shqipëria e Re). W tym samym roku zadebiutował jako asystent reżysera Marka Topallaja przy realizacji filmu Guri i besës. Pierwszym filmem, który zrealizował samodzielnie był obraz Bardh e zi (Czarne i białe) z 1990.
W jego dorobku znajdują się także filmy dokumentalne, z których największą sławę przyniósł mu obraz Tirana 1996, przedstawiający życie w stolicy Albanii tuż przed krachem funduszy piramidowych. Dla telewizji albańskiej zrealizował serial kryminalny Në kërkim të kujt!!!. W 2016 zrealizował film Engejt jane larg w koprodukcji z Włochami i Kosowem. W 2019 zrealizował swój ostatni film fabularny My lake.
W życiu prywatnym był mężem Luizy Xhuvani. Zmarł w szpitalu w Rzymie, w ostatnich latach życia cierpiał na cukrzycę. Pochowany na cmentarzu Sharre w Tiranie.

## Filmy wyreżyserowane
- 1991: Bardh e zi
- 1993: E diela e fundit
- 1994: Një ditë nga një jetë
- 1995: Dashuria e fundit
- 1999: Funeral Business
- 2001: Parullat
- 2004: I dashur armik
- 2009: East, West, East: The Final Sprint
- 2012: Në kërkim te kujt
- 2017: Engjejt jane larg
- 2020: My lake

## Role filmowe
- 1981: Edhe ne luftuam
- 1985: Hije që mbeten pas

## Publikacje
- 1982: Varka e te varferve (nowele)

## Nagrody i wyróżnienia
Film E diela e fundit, zrealizowany w 1993 przyniósł mu nagrodę na Festiwalu Filmowym Bastille 93, odbywającym się we Francji. Na X Festiwalu Filmu Albańskiego Xhuvani otrzymał główną nagrodę za obraz Dashuria e fundit. Kolejny film Funeral Business, który wyprodukował i zrealizował w 1999 otrzymał główną nagrodę na XI Festiwalu Filmu Albańskiego w 2000. Największym sukcesem międzynarodowym reżysera była Nagroda Młodych na Międzynarodowym Festiwalu Filmowym w Cannes za film Parullat, zrealizowany na motywach nowel Ylljeta Aliçki. Filmy Gjergj Xhuvaniego dwukrotnie (w 2001 i w 2009) były zgłaszane jako albańskie kandydatury do nagrody Amerykańskiej Akademii Filmowej dla najlepszego filmu nieanglojęzycznego, ale nie uzyskały nominacji.